# Алтавила Вичентина
Алтавѝла Вичентѝна (на италиански: Altavilla Vicentina; на венециански: Altaviła, Алтавила) е град и община в Северна Италия, провинция Виченца, регион Венето. Разположен е на 45 m надморска височина. Населението на общината е 12 056 души (към 2015 г.).